# جنوا (فیلم ۲۰۰۸)
جنوا (انگلیسی: Genova) فیلمی در ژانر ترسناک به کارگردانی مایکل وینترباتم است که در سال ۲۰۰۸ منتشر شد. از بازیگران آن می‌توان به کالین فرث، کاترین کینر، هوپ دیویس و ویلا هلند اشاره کرد.